# Leonhard-Eißnert-Park

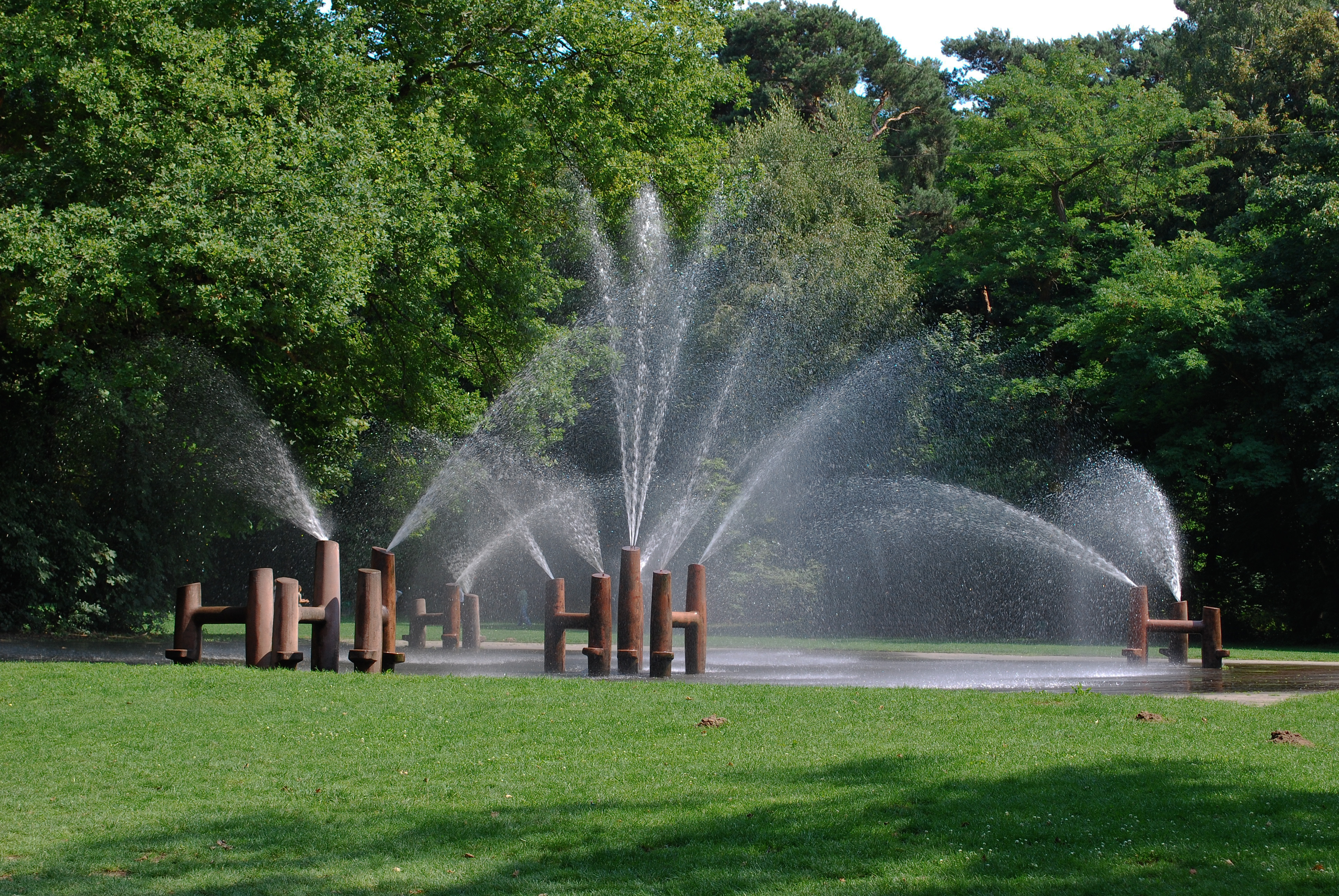
Wassersprühfeld

Der Leonhard-Eißnert-Park ist ein auf dem Bieberer Berg in Offenbach am Main gelegener Volkspark, auf dessen Gelände sich die Offenbacher Jugendverkehrsschule der hessischen Polizei sowie ein Kletterpark befindet. Er ist mit 22 Hektar der größte Park Offenbachs und ganzjährig frei zugänglich.
Das sich im Park befindende Gefallenendenkmal ist Kulturdenkmal nach dem Hessischen Denkmalschutzgesetz.

## Entstehung
Der Park wurde 1911 noch unter dem Namen Waldpark am Bieberer Berg durch den damaligen städtischen Dezernenten und späteren Bürgermeister Leonhard Eißnert und dem Gartengestalter Ferdinand Tutenberg angelegt, um im Industriestandort Offenbach den Einwohnern die Möglichkeit zur Erholung im Grünen zu eröffnen. Eißnert schrieb: „(Die Offenbacher) sollen in den Feierabendstunden Gelegenheit finden, sich in frischer Luft zu ergehen, sich an Busch und Baum und an bunt blühenden Blumen zu erfreuen und sich an den zahlreichen Ruheplätzen zur Erholung und Erbauung niederzulassen.“ Zu diesem Zweck wurden damals große Teile des Parks als Wald belassen und Spazierwege angelegt.
Im April 1933 wurde der Park in Adolf-Hitler-Park umbenannt; nach Ende des Zweiten Weltkriegs wurde der Park nach Leonhard Eißnert benannt.
Der weitere Ausbau erfolgte erst in den 1960er Jahren, als Teile des Parks zu einer weitläufigen Rasenfläche umgestaltet und mit einer Minigolf-Anlage mit angeschlossenem Kiosk sowie einem Wassersprühfeld mit Beton-Fontänen bebaut wurden. 2001 wurde ein Skatepark mit verschiedenen Elementen wie einer Halfpipe eingeweiht. 2005 fand eine Erneuerung der Badminton-Spielfelder statt. 2007 wurde der Kletterpark Fun Forest eingeweiht, dem die Minigolf-Anlage weichen musste.

## Einrichtung

### Gefallenendenkmal

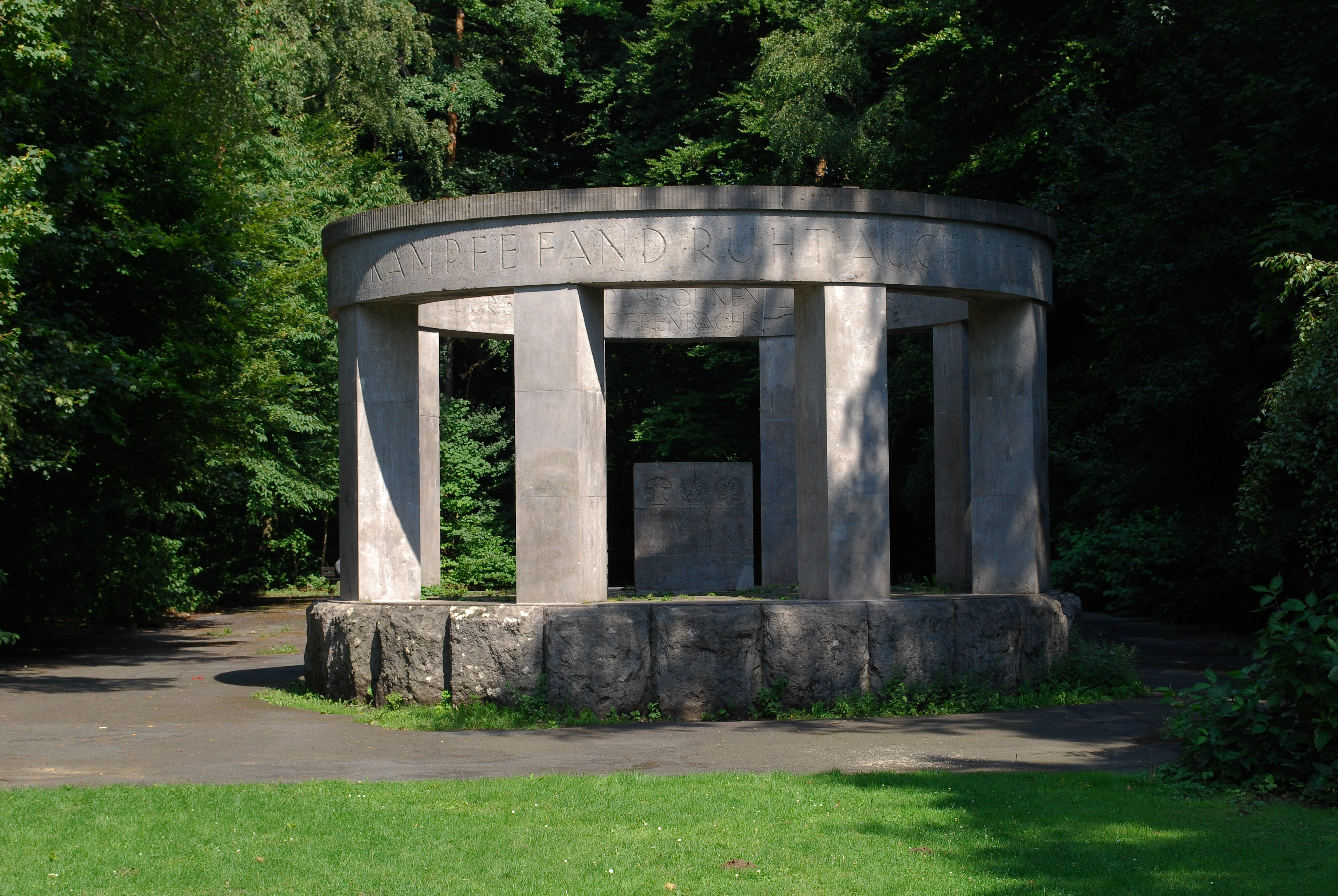
Gefallenendenkmal

Am Blickpunkt einer langen Schneise wurde 1924 bis 1926 ein aus Muschelkalkstein bestehendes namenloses Denkmal für die gefallenen Offenbacher Soldaten aus dem Ersten Weltkrieg errichtet. Die Pläne stammten von Hugo Eberhardt, den bildhauerischen Schmuck schuf Ernst Edgar Unger. Die lange Bauzeit rührt aus erheblichen finanziellen Schwierigkeiten, die durch eine Sammlung am 1925 eingeführten Volkstrauertag beseitigt werden konnten. Errichtet in kreisrunder Form dienen rustizierte Quader als Sockel. An der nordöstlichen Seite findet sich eine sechsstufige Treppe, wodurch das Objekt begehbar wird. Acht Stützen tragen den Architrav mit scharriertem Rand. Im Inneren des Denkmals befindet sich ein glatter quadratischer Kubus mit Hessischen Wappenreliefen. Die einst auf dem Quader stehende Schale ist nicht mehr vorhanden. Der pathetische Gestus des Denkmals löste bereits zur Eröffnung am Pfingstfeiertag 1926 heftige kritische Diskussionen aus. Im Jahr 1957 wurde durch Hinzufügung der Jahreszahlen 1939–45 das Gedenken auf die Gefallenen des Zweiten Weltkrieges erweitert.
Folgende Inschriften finden sich am Denkmal:
- Fries außen: UND WER DEN TOD IM HEILIGEN KAMPFE FAND RUHT AUCH IN FREMDER ERDE IM VATERLAND
- Fries innen: DEN SÖHNEN OFFENBACHS + E/168 + B.E.B. 49 + II/R.I.R. 254 + I.R. 168 + R.I.R. 221 + I. R. 186 + III/I.R. 365
- Kubus:
1. Seite: ERRICHTET 1924–1926 IN DANKBARKEIT UND VEREHRUNG VON DEN KAMERADEN
2. Seite: IN VERTEIDIGUNG DES VATERLANDES FIELEN 1914–1918 VOM INF. REGT. 168 UND SEINEN FORMATIONEN 9769 HELDEN
3. Seite: DIE REGIMENTER KÄMPFTEN IN FRANKREICH, BELGIEN, RUSSLAND, KARPATEN, GALIZIEN, SERBIEN U. RUMÄNIEN
4. Seite: Hessen-Wappen mit Krone und Löwe

Das Denkmal ist Kulturdenkmal nach dem Hessischen Denkmalschutzgesetz und steht unter Denkmalschutz.

### Jugendverkehrsschule

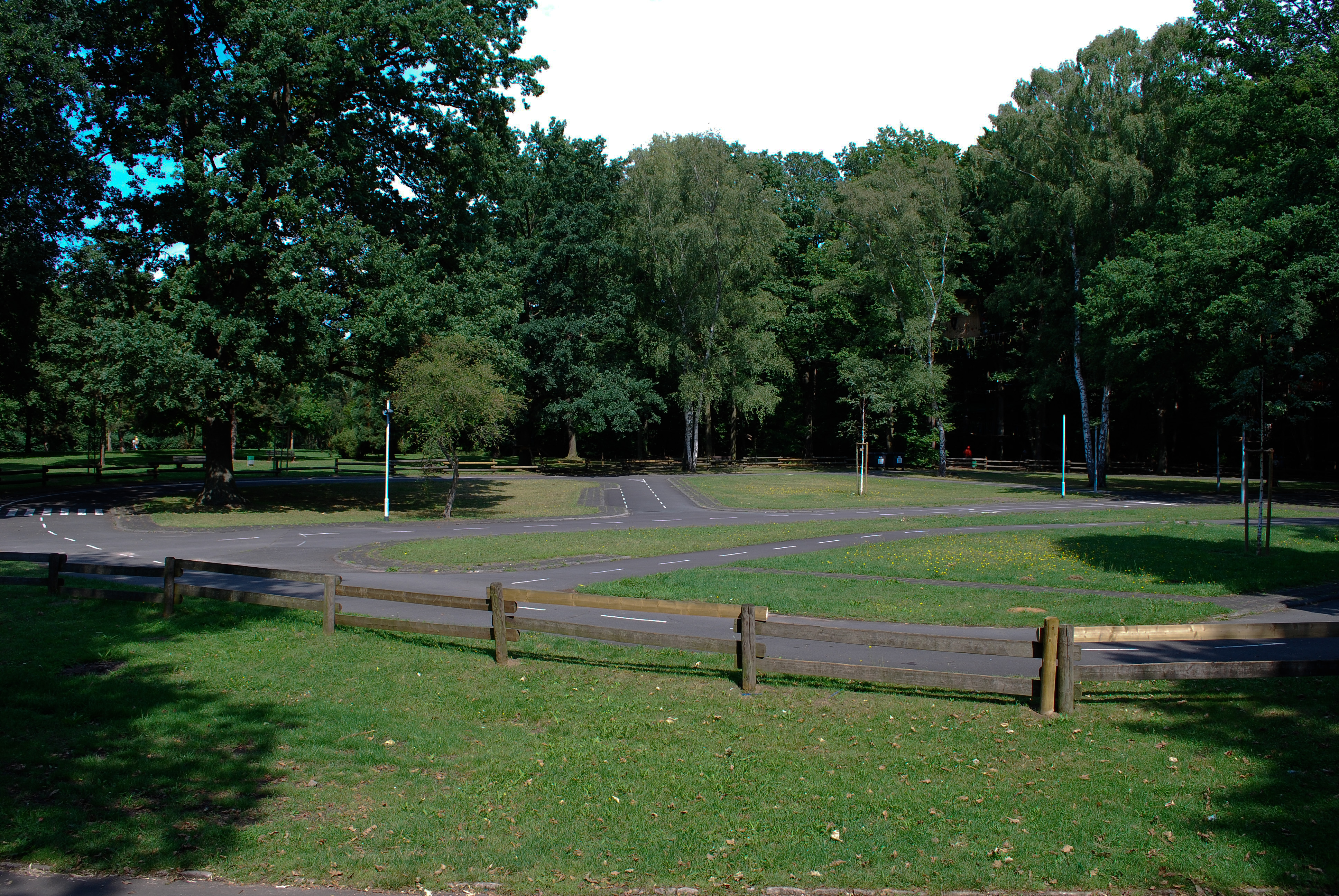
Verkehrsübungsplatz

Ebenfalls in den 1960er Jahren wurde ein Verkehrsübungsplatz angelegt, auf dem Polizeibeamte den Offenbacher Grundschülern das richtige Verhalten im Straßenverkehr beibringen. Hierzu stehen neben dem Schulungspavillon miniaturisierte Straßen mit verschiedenen Verkehrszeichen, Ampelanlagen und ein Kreisel zur Verfügung.

### Suppenschüssel

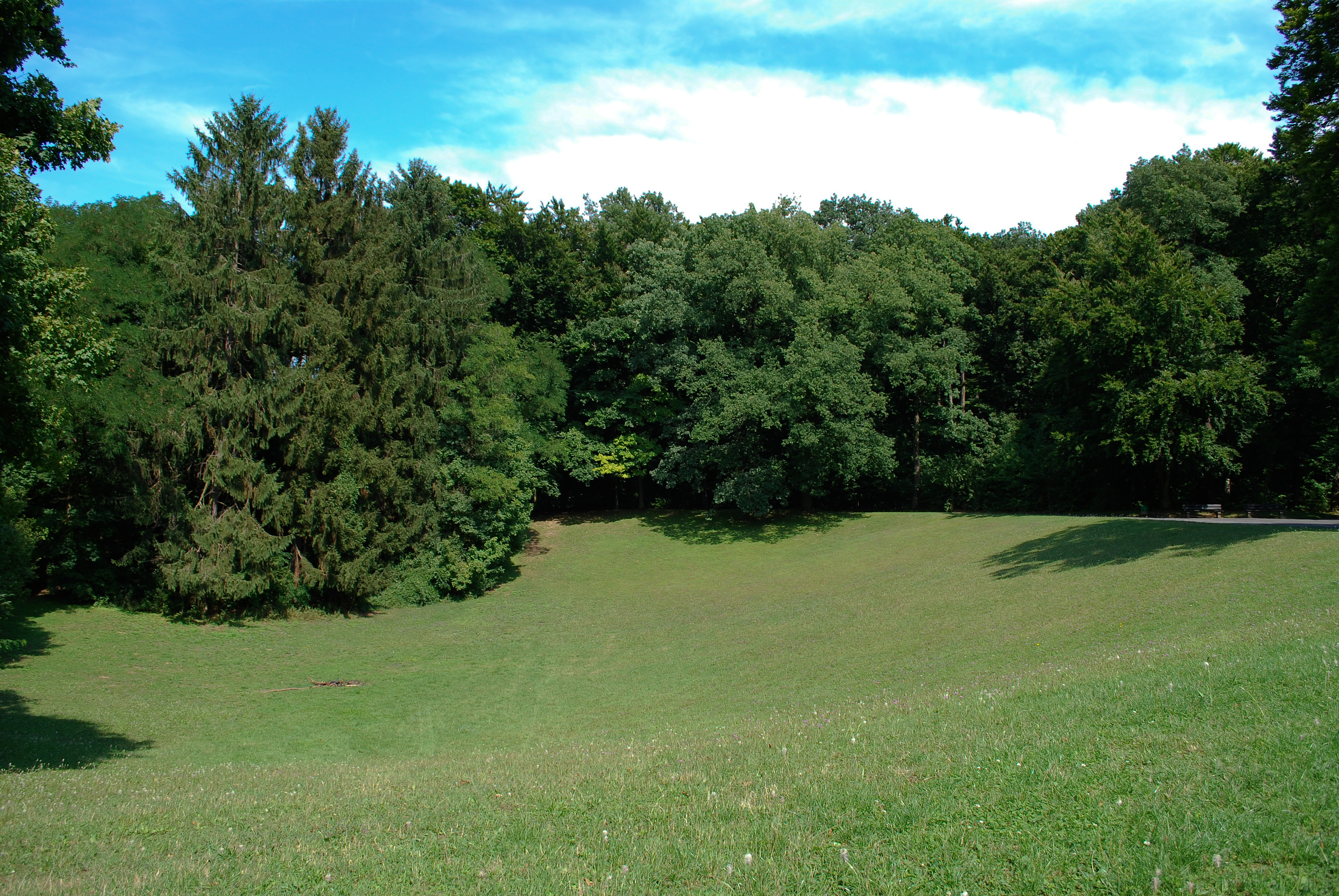
Suppenschüssel

Bei der im Offenbacher Volksmund so genannten Suppenschüssel handelt es sich um eine kreisrunde Senke am Rand des Parkgeländes, die von lokalen Bands häufig für Konzerte genutzt wird. Im Winter wird sie von Kindern zum Rodeln genutzt.
Nach diesem Teil des Parks ist der erstmals 2010 im Leonhard-Eißnert-Park durchgeführte Offenbacher Suppenschüssel-Crosslauf benannt, der vom Offenbacher Leichtathletik-Club und der Stadt Offenbach ausgerichtet wird.

### Kletterpark

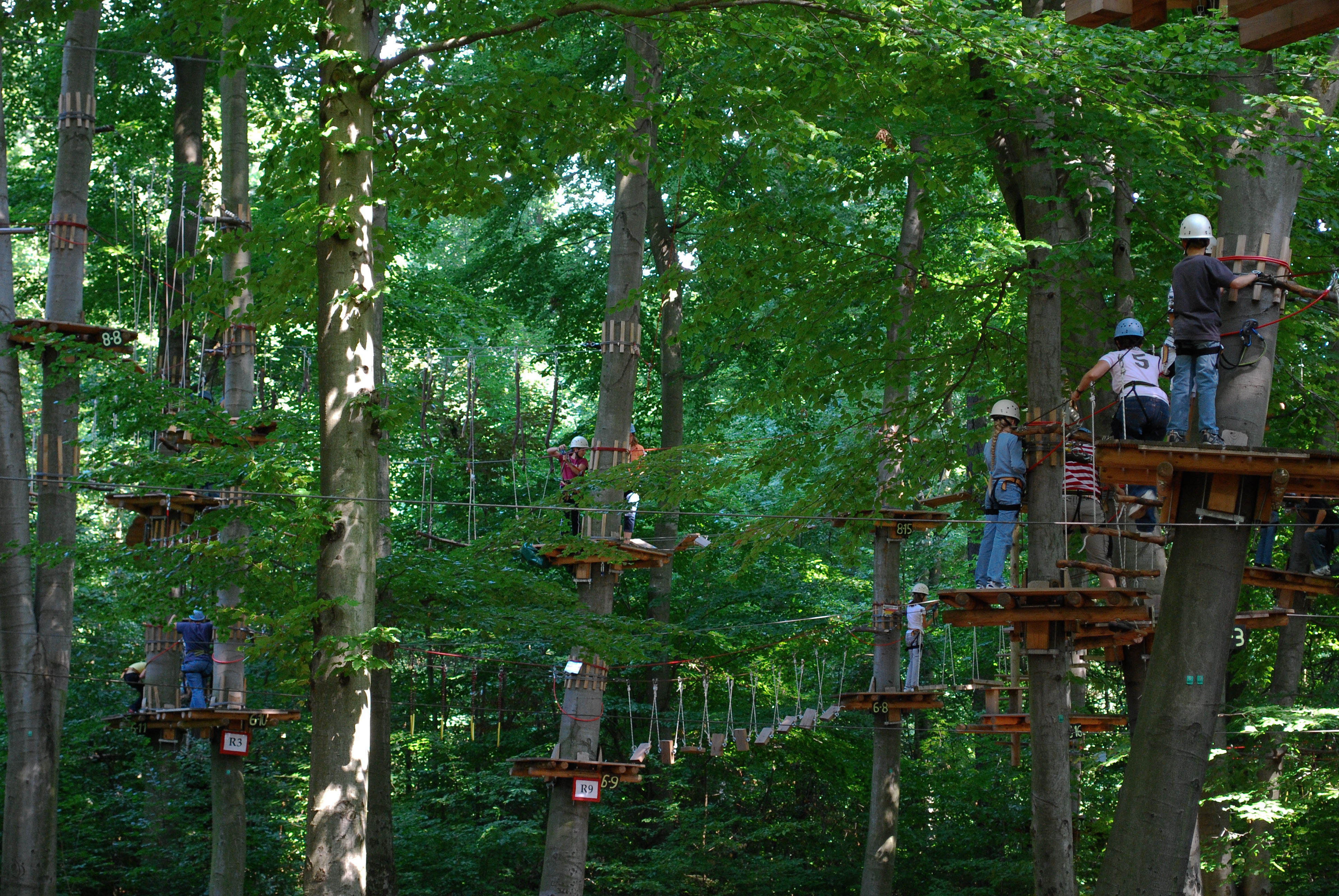
Kletterpark Fun Forest

Ostern 2007 wurde auf dem Gelände des Leonhard-Eißnert-Parks vom Unternehmen Fun Forest ein ungefähr drei Hektar großer Kletterpark eröffnet. In zwischen fünf und fünfzehn Meter Höhe wurden weit über 100 Bäume mit Stahlseilen und Stegen verbunden, über die verschiedene Kletterstationen zu erreichen sind. Das kostenpflichtige Angebot richtet sich an Erwachsene wie Kinder ab fünf Jahren.

## Veranstaltungen
Alljährlich wird vom städtischen Jugendamt sowie dem Stadtelternbeirat der Kindertagesstätten im Spätsommer ein Spielfest, das sogenannte Kinderfest im Park ausgerichtet. Hierzu gehören verschiedene Darbietungen von Clowns, Jongleuren und Musikern, sowie verschiedene Spiel-, Sport- und Bastelangebote für Kinder und deren Familien.
Seit 2010 finden im Park in den Sommermonaten regelmäßige Freiluftkonzerte mit elektronischer Musik unter dem Motto See Us There statt.